# Jelle Mannaerts
Jelle Mannaerts (Lommel, 14 d'octubre de 1991) és un ciclista belga que competeix professionalment des del 2014. Actualment milita a l'equip Tarteletto-Isorex.

## Palmarès
- 2009
  - Vencedor d'una etapa als Tres dies d'Axel